# ديف دونيلي
ديف دونيلي هو لاعب هوكي الجليد كندي، ولد في 2 فبراير 1962 في إدمونتون في كندا.

## وصلات خارجية
- ديف دونيلي على موقع دوري الهوكي الوطني (الإنجليزية)
- ديف دونيلي على موقع قاعة مشاهير الهوكي (لاعب أن.إتش.أل) (الإنجليزية)
- ديف دونيلي على موقع EliteProspects.com (الإنجليزية)
- ديف دونيلي على موقع Eurohockey.com (الإنجليزية)
- ديف دونيلي على موقع HockeyDB.com (الإنجليزية)
- ديف دونيلي على موقع Hockey-Reference.com (الإنجليزية)
- ديف دونيلي على موقع أوليمبيديا (الإنجليزية)